# Койолильо
Койолильо (исп. Coyolillo) — посёлок в восточной части Мексики, на территории штата Веракрус. Входит в состав муниципалитета Актопан.

## Географическое положение
Койолильо расположен в центральной части штата, к северу от реки Седеньо, на расстоянии приблизительно 11 километров к востоку-северо-востоку (ENE) от города Халапа-Энрикеса, административного центра штата.

## Население
Согласно данным, полученным в ходе проведения официальной переписи 2005 года, в посёлке проживало 1874 человека (814 мужчин и 1060 женщин). Насчитывалось 460 домов. По возрастному диапазону население распределилось следующим образом: 34,3 % — жители младше 18 лет, 55,3 % — между 18 и 59 годами и 10,4 % — в возрасте 60 лет и старше. Уровень грамотности среди жителей старше 15 лет составлял 74,3 %.
По данным переписи 2010 года, численность населения Койолильо составляла 2235 человек. Динамика численности населения посёлка по годам:
| 2000 | 2005 | 2010 |
| ---- | ---- | ---- |
| 2062 | 1874 | 2235 |